# Гилавоги, Морган
Морга́н Боно́ Гилавоги́ (фр. Morgan Bono Guilavogui; род. 10 марта 1998, Ольюль) — гвинейский футболист, вингер клуба «Ланс» и сборной Гвинеи.
Брат Моргана Жозуа — французский профессиональный футболист.

## Клубная карьера
Гилавоги — воспитанник клубов «Сент-Этьен» и «Тулон». В 2017 году в матче против дублёров «Ниццы» он дебютировал в Лиге Насьональ в составе последнего. В 2018 году в поединке против дублёров «Монако» Морган забил свой первый гол за «Тулон». Летом 2020 году Гилавоги перешёл в «Париж». В матче против «Амьена» он дебютировал в Лиге 2. 31 июля 2021 года в поединке против «Дюнкерка» Морган забил свой первый гол за «Париж». 
В 2023 году подписал контракт с клубом Лиги 1 «Ланс». 
В 2024 году был отдан в аренду в немецкий «Санкт-Паули». Проведя качественный сезон, был выкуплен клубом за 3 млн евро, однако «Ланс» тут же совершил обратный выкуп Гилавоги  за 4,5 млн евро. Таким образом, Морган за два дня стал самой дорогой покупкой и самой дорогой продажей в истории «Санкт-Паули». 

## Международная карьера
12 ноября 2021 года в отборочном матче чемпионата мира 2022 против сборной Гвинеи-Бисау Гилавоги дебютировал за сборную Гвинеи. 
В 2022 году Гилавоги принял участие в Кубке Африки 2021 в Камеруне. На турнире он сыграл в матчах против команд Сенегала и Гамбии.